# Caphornia atristriata
Caphornia atristriata là một loài bướm đêm trong họ Noctuidae.